# Национальное демократическое объединение
«Национальное демократическое объединение» либо «Национально-демократическое объединение» (араб. التجمع الوطني الديمقراطي‎, фр. Rassemblement National Démocratique) — светская национал-консервативная политическая партия в Алжире. Генеральный секретарь — Аззедин Михуби.

## История
Партия была основана 21 февраля 1997 года на конгрессе в разгар гражданской войны. Изначально она создавалась как «партия власти» сторонниками Ламина Зеруаля, бывшего руководителя сухопутных войск алжирских военных, который был избран президентом менее чем двумя годами ранее (16 ноября 1995 года). Зеруаль победил как независимый кандидат. получив 60% голосов избирателей. На парламентских выборах 1997 года НДО получило большинство в 156 мест из 380, на следующих выборах в 2002 году партия получила лишь 47 мест из 380, заняв третье место. В 2007 году на парламентских выборах партия получила поддержку 10,33% избирателей, взяв 61 из 389 мест. Партия неоднократно вступала в союз с пропрезидентскими силами (является частью президентского трёхпартийного политического альянса, созданного в 2005 году, две другие партии — «Фронт национального освобождения» (ФНО) и «Общественное движение за мир» (ХАМАС)), благодаря чему её лидер Ахмед Уяхья несколько раз был премьер-министром.
Идеология НДО считается исследователями национал-консервативной. Партия также позиционирует себя как наиболее жёсткий борец с терроризмом и сторонник переговоров с кабилами.

## Руководители партии
Партию возглавляет генеральный секретарь. Национальный секретариат является руководящим органом партии.

### Генеральные секретари
- Абдель Кадер Бенсалах (1997-1998)
- Тахар Бенайбеч (1998-1999)
- Ахмед Уяхья (1999-2013)
- Абдель Кадер Бенсалах (2013-2015)
- Ахмед Уяхья (2015-2019)
- Аззедин Михуби (с 2019)

## Участие в выборах

### Президентские выборы
| Выборы | Кандидат              | Голосов   | %      | Результат |
| ------ | --------------------- | --------- | ------ | --------- |
| 2004   | Абдель Азиз Бутефлика | 8 651 723 | 84,99% | Избран    |
| 2019   | Аззедин Михуби        | 617 753   | 7,26%  | Поражение |

### Выборы в Национальную народную ассамблею
| Выборы | Лидер       | Голосов   | %      | Мест       | +/–   | Место |
| ------ | ----------- | --------- | ------ | ---------- | ----- | ----- |
| 1997   | Ахмед Уяхья | 3 533 434 | 33,7%  | 156 из 380 | ▲ 156 | ▲ 1-е |
| 2002   | Ахмед Уяхья | 610 461   | 8,2%   | 47 из 389  | ▼ 109 | ▼ 3-е |
| 2007   | Ахмед Уяхья | 591 310   | 10,33% | 61 из 386  | ▲ 14  | ▲ 2-е |
| 2012   | Ахмед Уяхья | 524 057   | 6,86%  | 68 из 462  | ▲ 7   | ▬ 2-е |
| 2017   | Ахмед Уяхья | 964 560   | 14,91% | 100 из 462 | ▲ 32  | ▬ 2-е |